# Bendix Ebbell
Bendix Ebbell (12. dubna 1865 Kristiania – 9. června 1941 Stavanger) byl norský teolog a lékař.
Narodil se v Christianii. Nejprve získal titul kandidát teologie a v roce 1888 titul kandidát medicíny. Mezi lety 1893 a 1912 působil jako lékař pro norské misionáře na Madagaskaru a od roku 1917 do roku 1935 byl krajským lékařem v Rogalandu. Byl také amatérským egyptologem, zabýval se Ebersovým papyrem a papyrem Edwina Smithe.